# Плескавица
Пле́скавица (серб. пљескавица / pljeskavica) — блюдо в виде круглой плоской котлеты из рубленого мяса, популярное на Балканах. Плескавицы едят в Сербии, Боснии и Герцеговине, Хорватии. Также их готовят в Черногории, Северной Македонии, Румынии, Словении и Болгарии. Традиционная плескавица готовится из смеси говядины и свинины на гриле и подаётся горячей с гарниром (в Белграде), хлебом, сыром и т. д. Возможен вариант в виде гамбургера. Плескавицы бывают обычные, гурманские и фаршированные.
В последнее время плескавица приобрела популярность в Европе и готовится в специальных ресторанах быстрого питания в Германии, Швеции и Австрии, то есть в странах со значительными диаспорами народов стран бывшей Югославии. Часто подается с каймаком, соусом из перца и урнебесом — сыром, смешанным с острым соусом